# Mount Mace
Mount Mace ist ein 1960 m hoher Berg in der antarktischen Ross Dependency. Er ragt in den All-Blacks-Nunatakkern der Churchill Mountains auf.
Das Advisory Committee on Antarctic Names benannte ihn 2003 nach Chris Mace, Vorsitzender des New Zealand Geographic Board für Antarktika von 1996 bis 2003.